# 张全兴
张全兴（1938年12月10日—），江苏常州人，中国环境工程学家。1962年毕业于南开大学化学系。现任南京大学环境学院教授、博士生导师、江苏省有机毒物污染控制与资源化工程技术研究中心主任。2007年当选中国工程院院士。
他是中国离子交换与吸附技术发展的主要开拓者之一，在中国最早将树脂吸附技术融合到环境工程领域，开创了树脂法治理有毒有机工业废水及其资源化的新领域，为重点化工行业污染控制和节能减排做出了比较大的贡献。

## 荣誉
- 1987年国家自然科学二等奖
- 2001年国家科技进步二等奖
- 2006年何梁何利基金“科学与技术”创新奖
- 2007年中国发明协会“发明创业奖”特等奖
- 2007年国家技术发明二等奖各1项
- 获36项国家发明专利
- 发表300多篇论文，其中SCI收录100多篇